# Домінік Граняк
Домінік Граняк (словац. Dominik Graňák; 11 червня 1983, м. Гавіржов, ЧССР) — словацький хокеїст, захисник. Виступає за «Динамо» (Москва) у Континентальній хокейній лізі.
Вихованець хокейної школи «Дукла» (Тренчин). Виступав за «Славія» (Прага), «Фер'єстад» (Карлстад), «Регле» (Енгельгольм).
У складі національної збірної Словаччини провів 109 матчів (4 голи); учасник чемпіонатів світу 2004, 2005, 2006, 2007, 2008, 2009, 2010, 2011 і 2012 (53 матчі, 3+6). У складі молодіжної збірної Словаччини учасник чемпіонату світу 2003. У складі юніорської збірної Словаччини учасник чемпіонату світу 2001.
Досягнення
- Срібний призер чемпіонату світу (2012)
- Володар кубка Гагаріна (2012, 2013)
- Чемпіон Чехії (2003), срібний призер (2004, 2006)
- Чемпіон Швеції (2009).